# سعاد حسني
سعاد حسني (26 يناير 1943 - 21 يونيو 2001)؛ ممثلة ومغنية مصرية، وتُعتبر فنانة متعددة المواهب، إذ احترفت التمثيل وأجادت الغناء وتميزت بقدرتها على تأدية فن الاستعراض في العديد من أعمالها، وتُعد واحدة من أشهر الفنانات في مصر والوطن العربي ولقبت «سندريلا الشاشة العربية». اُختيرت في احتفالية مئوية السينما المصرية عام 1996، لتكون في المركز الثاني ضمن استفتاء أفضل ممثلة في القرن العشرين، واختار النقاد ثمانية أفلام من بطولتها في قائمة أفضل مئة فيلم مصري، لتصبح بذلك الممثلة صاحبة الرقم القياسي بالمشاركة مع فاتن حمامة.
وُلدت سعاد حسني في القاهرة واكتشفها الشاعر عبد الرحمن الخميسي الذي أشركها في مسرحيته هاملت لشكسبير ثم ضمها المخرج هنري بركات لدور البطولة في فيلمه حسن ونعيمة عام 1959، ثم توالت بعدها في تقديم الكثير من الأفلام خلال فترة عقدي ستينيات وسبعينيات القرن العشرين، ومن أشهر أفلامها: مال ونساء، موعد في البرج، صغيرة على الحب، والزوجة الثانية، والقاهرة 30، وخلي بالك من زوزو وغيرها، ووصل رصيدها السينمائي إلى 91 فيلمًا.
حصلت سعاد حسني على العديد من الجوائز السينمائية وكُرِّمت من قبل الرئيس أنور السادات في عام 1979 في احتفالات عيد الفن، وفي عام 1987 بدأت تعاني من مشاكل صحية في العمود الفقري جعلها تبتعد عن الأضواء والتمثيل، وكان آخر أعمالها هو الراعي والنساء في عام 1991.
توفيت في 21 يونيو 2001، إثر سقوطها من شرفة شقة كانت تقيم فيها في لندن، وتضاربت الأنباء والأقوال حول موتها، بين شكوك في مقتلها أو انتحارها، وشكلت قضية موتها غموضًا كبيرًا لم يحل إلى الآن.

## نشأتها
ولدت «سعاد» في حي بولاق في القاهرة، لأب ترجع أصوله إلى الشام، فوالدها هو محمد كمال حسني البابا الخطاط العربي الشهير الذي انتقلَ من سورية رفقة والده «حسني البابا» - كان مغنيًا معروفًا في دمشق - إلى القاهرة في عام 1912، ليُعين خطاطًا في المعهد الملكي للخط العربي، ووالدتها جوهرة محمد حسن صَفّور، مصريَّة، تنتمي هي الأخرى لعائلة حِمصية. وكان لها ستة عشر أخًا وأختًا، وكان ترتيبها العاشر بين أخواتها، فلها شقيقتان فقط، هما «كوثر» و«صباح»، وثماني إخوة وأخوات لأبيها، منهم أربعة إخوة وأربع أخوات، وست أخوات لأمها، منهم ثلاثة إخوة وثلاث أخوات، ومن أشهر أخواتها من الأب المغنية نجاة الصغيرة.
وقد انفصل والداها حين كانت في الخامسة من عمرها، واقترنت والدتها بالزوج الثاني «عبد المنعم حافظ» مفتش التربية والتعليم في «القاهرة»، وفي حضانتها بناتها الثلاث «كوثر وسعاد وصباح»، ولم تدخل سعاد مدارس نظامية واقتصر تعليمها على البيت. كان أول لقاء بينها وبين ابن عمها أنور البابا الفنان السوري عام 1963 في منزل الفنان اللبناني محمد شامل.

## حياتها الفنية

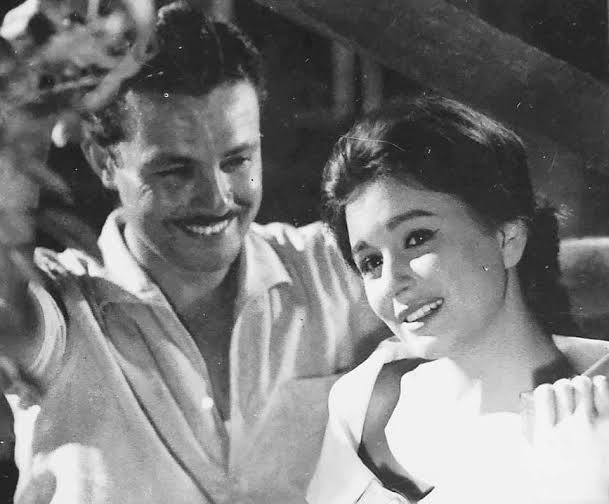
صلاح ذو الفقار وسعاد حسني في مشهد من فيلم مال ونساء عام 1960

يعود الفضل في اكتشاف موهبة «سعاد» الفنية إلى الشاعر عبد الرحمن الخميسي، فقد أشركها في مسرحيته هاملت لشكسبير في دور «أوفيليا»، ثم ضمها المخرج هنري بركات إلى طاقم فيلمه حسن ونعيمة في دور نعيمة وأصدر الفيلم في عام 1959، ثم توالت بعدها أعمالها السينمائية وعمِلَت مع أكبر مخرجي السينما المصرية منهم صلاح أبو سيف، وعز الدين ذو الفقار، يوسف شاهين، وحسن الإمام، وكمال الشيخ وآخرين. وشاركت في أفلامها نجوم السينما المصرية من أكثر من جيل منهم: صلاح ذو الفقار، ورشدي أباظة، ونور الشريف، وأحمد زكي. وتُعد أفلام حسن ونعيمة، ومال ونساء، وموعد في البرج، وصغيرة على الحب، وغروب وشروق، والزوجة الثانية، الناس والنيل، وأين عقلي، وعلي من نطلق الرصاص، وشفيقة ومتولي، والكرنك، وأميرة حبي أنا، وأهل القمة، وغريب في بيتي من أشهر أفلامها، بالإضافة إلى فيلمها خلي بالك من زوزو الذي يعتبره الكثيرون أشهر أفلامها على الإطلاق، حتى وصل الأمر إلى درجة أن الكثيرين أصبحوا يعرفونها باسمها في الفيلم وهو «زوزو». كما أنها شاركت مع المخرج صلاح أبو سيف في فيلم القادسية الذي يصور قصة معركة القادسية بالتفصيل.
بدأت التمثيل في عام 1959 ووصل رصيدها السينمائي إلى 91 فيلمًا، منها أربعة أفلام خارج مصر، ومعظم أفلامها صورتها في الفترة من 1959 إلى 1970، بالإضافة إلى مسلسل تلفزيوني واحد، هو مسلسل هو وهي عام 1985، وثماني مسلسلات إذاعية، وكان أول أدوراها السينمائية في فيلم حسن ونعيمة عام 1959، وآخرها هو فيلم الراعي والنساء في عام 1991 وشاركها في بطولته الفنان أحمد زكي والممثلة يسرا. وكانت آخر أعمالها عمل إذاعي شعري صوتي باسم «عجبي» من رباعيات صلاح جاهين سجلته لصالح إذاعة بي بي سي العربية في لندن، بالإضافة إلى تقديمها قصيدة «المكنجي» لصلاح جاهين كذلك، إبّان إنتفاضة الأقصى دعمًا للشعب الفلسطيني.

## حياتها الشخصية

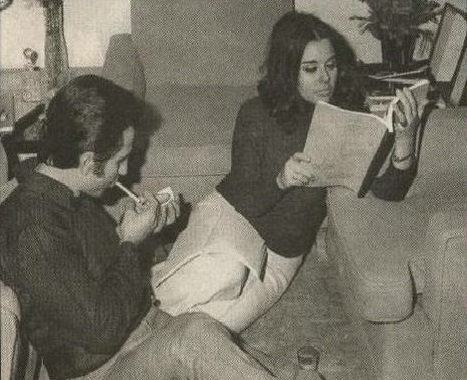
سعاد حسني مع زوجها السابق علي بدرخان

تزوجت «سعاد» خلال حياتها خمس مرات، أحدهما غير مؤكد رسميًّا وهو أوّل زواج لها، حيث تحدث بعض أفراد عائلتها والمقربين منها بأنها تزوجت عرفيًا من عبد الحليم حافظ، وهو زواج أكده بعض الصحفيين المصريين مثل مفيد فوزي الذي يعد من أصدقاء عبد الحليم، قائلًا في إحدى الندوات في الإسكندرية: «إنه يحتفظ بمستندات وشريط كاسيت هام لهذه الواقعة ولكنه لا يريد استغلال مثل هذه القضايا الشخصية»، وقد ظل هذا الزواج غير معترف به من قبل عائلتها إلى ما بعد وفاتها، حتى قالت «جانجاه عبد المنعم» أختها غير الشقيقة - عبر موقع الإنترنت الذي أنشأته حول سعاد - أن عائلتها اعترفت أخيرًا بزواج «سعاد» من عبد الحليم حافظ، وأضافته لقائمة أزواجها ليصبح عدد زيجاتها خمس زيجات. ومن المفارقات أن تاريخ وفاتها 21 يونيو 2001 يطابق نفس يوم مولد عبد الحليم حافظ في 21 يونيو 1929، وقد دام زواجهما العرفي قرابة ستة أعوام حيث افترقا عام 1965. بعد ذلك بعام تزوجت «سعاد» من المصور والمخرج صلاح كريم لمدة عامين تقريبًا حيث تطلّقا في عام 1968، ثم اقترنت بعلي بدرخان ابن المخرج أحمد بدرخان في عام 1970، واستمر زواجها منهُ طيلة أحد عشر عامًا، إلى أن افترقا في عام 1981، ثم في السنة ذاتها، تزوجت زكي فطين عبد الوهاب ابن ليلى مراد وفطين عبد الوهاب وقد كان طالبًا في السنة النهائية بقسم الإخراج في معهد السينما، إلا إنّهما انفصلا بعد عدة أشهر فقط من الزواج بسبب معارضة والدة «زكي». أما آخر زيجاتها فكانت في عام 1987 من كاتب السيناريو ماهر عواد الذي توفيت وهي على ذمته. وعلى الرغم من كثرة زيجاتها، إلا إنّها لم تلبس ثوب الزفاف في أي منّها أبدًا، ولم تنجب أي ابن أو بنت لها رغم تعدد مرات حملها من علي بدرخان، حيث كان ينتهي بالإجهاض بسبب الضغط الذي كانت تتعرض له خلال عملها. علي الرغم من ذلك فقد ارتدت سعاد حسني ثوب الزفاف مرات عديدة علي الشاشة من خلال أفلامها وكان أول أزواجها السينمائيين هو صلاح ذو الفقار في فيلم مال ونساء عام 1960. ولم تكن شائعة زواجها من عبد الحليم حافظ هي الأولي في حياتها، فقد انتشرت شائعة قوية في أواخر عام 1962 في الصحافة عن زواجها من صلاح ذو الفقار أثناء تصوير فيلم موعد في البرج، وبدأ تصوير مشاهد الفيلم في برج القاهرة، واستمر فريق العمل لمدة أسبوعين، على ظهر الباخرة «عايدة» في البحر المتوسط، وبعد انتهاء التصوير، انتشرت شائعة زواجها من صلاح ذو الفقار في الصحف والمجلات في ذلك الوقت. ولم ينس ذو الفقار طبيعة عمله السابق وهو ضابط المباحث وبدأ بحسه الأمني في التقصي عن صاحب الشائعة، ليتأكد أن عامل الإضاءة في الفيلم هو صاحب الشائعة بعد أن تم تصوير لقطة قبلة بين ذو الفقار وسعاد حسني، حيث طالت القبلة لمدة 3 دقائق، حتى استشعر ذو الفقار الحرج وقال للمصور «ستوب»، ليبني عليه العامل هذه الشائعة بسبب اللقطة، الا أنه تم نفي هذه الإشاعة واشترك النجمان سويًا في أكثر من فيلم بعد ذلك.

## وضعها الصحي
خلال تصوير سعاد لمسلسل «هو وهي»، بدأت أعراض وآلام الإصابة في العمود الفقري عندها بالظهور، إذ كانت تعاني من تآكل في الفقرتين (العجز والقطنية)، وإزدادت الآلام أثناء تصويرها فيلم «الدرجة الثالثة» في العام 1987، حيث بدأت معاناتها الحقيقة مع الألم بعدما أصيبت بضغط في الأوعية الدموية وتمزّق في الشرايين جعلها تشعر بآلام لا تطاق في القدمين، ما سبّب لها إصابات وآلامًا كبيرة في الظهر والعمود الفقري، أثناء فترة الإصابة هذه، عرض عليها المشاركة في فيلمها الأخير «الراعي والنساء» وقامت رغم الأوجاع التي تعتريها بالموافقة على العمل، مما زاد من الضغط عليها، بسبب تفاقم وضعها الصحي، ما اضطرها في عام 1992 إلى أن تسافر في رحلة علاجية إلى فرنسا من أجل إجراء عملية جراحية في عمودها الفقري، إذ قام خلالها الجراح المعالج بتثبيت الفقرتين من خلال صفيحة معدنية، لتعود بعدها بمدة إلى القاهرة لتمارس حياتها العادية والطبيعية، لكن سرعان ما عادت إليها ذات الآلام بقوة أشد من سابقاتها، لتصاب بشلل في الوجه، نتج عن التهاب فيروسي في العصب السابع، ما جعلها تخضع للعلاج بأخذ الكورتيزون، الذي سبب لها زيادة كبيرة في الوزن، وهو ما أثّر على حالتها النفسية، لكن ما فاقم وضعها الصحي بشكل كبير هو وفاة والدتها، الذي ترك عظيم الأثر على نفسها، ما جعلها تقطع العلاج بالكورتيزون فجأة ودون تمهيد، لتصاب بعد ذلك بنكسة (عودة المرض)، أجبرتها على السفر على حسابها الخاص إلى لندن للعلاج - قرار العلاج على نفقة الدولة لم يصدر إلا بعد بدء مراحل العلاج الفعلي بسبع سنوات وسرعان ما تم قطعه - وكلها أمل في العودة، لينتهي بها الحالة قتيلة هناك، وذلك قبل أيام من عودتها إلى القاهرة.

## وفاتها

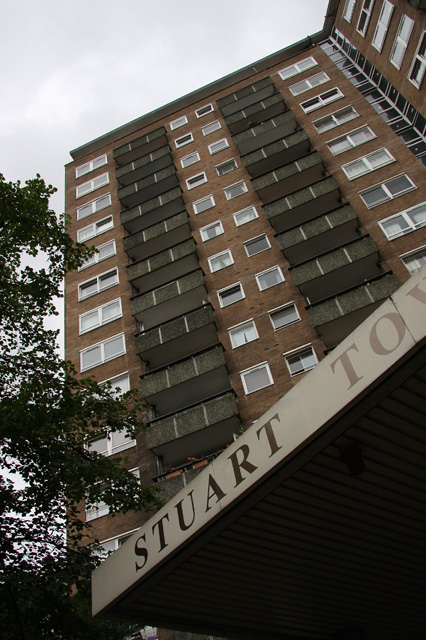
صورة لمبني ستوارت تاور بمنطقة مايدا فالي غرب لندن، حيث وقعت الحادثة

توفيت إثر سقوطها من شرفة شقة في الدور السادس من مبني ستوارت تاور في لندن في 21 يونيو 2001، وقد أثارت حادثة وفاتها جدلًا لم يهدأ حتى الآن، حيث تدور هناك شكوك حول قتلها وليس انتحارها كما أعلنت الشرطة البريطانية، لذلك يعتقد الكثيرون، خاصة عائلتها أنها توفيت مقتولة، ولكن بعد ثورة 25 يناير والقبض على صفوت الشريف أعادت شقيقتها فتح القضية والمتهم الأول فيها هو صفوت الشريف رئيس مجلس الشورى الأسبق.
اهتمت مصر بالوفاة وطلب الرئيس المصري محمد حسني مبارك آنذاك من سفير مصر في لندن عادل الجزار سرعة إنهاء الترتيبات الخاصة بعودتها إلى القاهرة. وكان في استقبال الجثمان بمطار القاهرة وفود رسمية من وزارات الثقافة والإعلام والداخلية والخارجية وممثل عن رئيس الجمهورية ومجلس نقابة الممثلين والسينمائيين وأصدقاء وأقاربها.

### الرأي الأول (صحافة والمؤسسة الرسمية)
أدى تضارب الآراء حول مقتلها، هل هو انتحار أم مجرد حادث سقوط عادي إلى بلبلة صحفية؛ لكن بعد وفاتها بمدة، بدأت الحقائق شيئًا فشيئًا بالانجلاء، بعد أن بدأت تضعف مزاعم أصحاب الرأي الأوّل المباشر، والذي ما أن أعلن عن وفاتها، وقبل بدء التحقيقات، بدؤوا بنشر تقارير ومقالات صحفية يزعم بعضهم فيها انتحار سعاد نتيجة الأمراض التي كانت تعاني منها، في حين يتحدّث البعض الآخر عن موتها بسبب مرضها ودون إرادة منها، وهو الرأي الذي صرح به عصام عبد الصمد الطيب، الطبيب المكلف بمتابعة حالتها في المستشفى، فقال إنها كانت تعالج لإنقاص وزنها بأحد مستشفيات التأهيل، وخرجت من المستشفى قبل الحادث بأيام معدودة وكانت تعاني من حالة اكتئاب شديد بسبب الضغوط النفسية والشائعات التي تعرضت لها في الفترة الأخيرة ونتيجة للهبوط الذي يصاحب الريجيم القاسي سقطت سعاد حسني من الدور السادس لأنها لم تستطع التحكم في جسدها وهي تنظر من السلم. لكن هذا الرأي كذلك تم رده، حيث أنّ هناك من قام بفتح ثغرة في الشباك الحديدية التي كانت تحيط بالشرفة التي سقطت منها سعاد حسني، فكيف تكون سعاد تعاني من ضعف بنيوي لا يمكنها من التحكّم بتوازنها، في حين تستطيع صنع ثغرة بقطع الشباك الحديدية المثبتة في الشرفة. كل هذه التناقضات صبّت في اتجاه واحد، وهو أن جهة أمنية قتلتها عن الطريق العمد.

### حقيقة مقتلها
إضافة إلى اتهامات عائلتها بأن هنالك جهة أمنية كانت وراء قتل سعاد حسني، سبق لاعتماد خورشيد كذلك أن اتهمت خلاله صفوت الشريف رئيس مجلس الشورى المصري الأسبق، بقتل الفنانة سعاد حسني وعمر خورشيد، ذلك بعد أن استأجر مجرمين لقتل سعاد حسني، حيث قتلت في شقتها وألقيت من الشرفة في لندن. وتابعت «خورشيد» قائلة، إن سعاد حسني لم تنتحر، بل تم قتلها في لندن. مضيفة:
ويذكر أن التقرير الطبي تأخر عن تشريح جثمانها لأن الإجازة الاسبوعية للأطباء الشرعيين في لندن هي السبت والأحد، وشُرح الجثمان ثم أنهت سفارة مصر بلندن الأوراق الخاصة بنقل الجثمان إلى القاهرة يوم الأربعاء. وقد سافر إلى لندن لمتابعة ترتيبات الجنازة ونقل الجثمان شقيقها وهو موسيقي أيضًا وكذلك زوجها ماهر عواد السيناريست وعدد من أصدقائها المقربين.

### ردود فعل وفاتها
- قال الفنان حسين فهمي الذي شاركها عدة أدوار بطولة في عدة أفلام: خسر الفن المصري فنانة ليس لها مثيل في تاريخ السينما منذ نشأتها في أكثر من شيء، مثل تثقيفها لذاتها وموهبتها وروحها وإنسانيتها وتنوع أدوارها ورفضها للزيف".[31]
- قالت الممثلة الشهيرة منى زكي التي مثلت دور سعاد حسني في مسلسل السندريلا: بعد أن قرأت سيرتها أصبحت على يقين بأنها لم تنتحر، بل كانت محبة للحياة بقوة ومتفائلة جدا.[32]
- بينما قال الممثل نور الشريف والذي شاركها في عدة أعمال: سعاد حسني أهم ممثلة ونجمة على الإطلاق.[33]
- بينما قال علي بدرخان (زوجها السابق): كل يوم يزداد حزننا عليها، خاصةً مع استمرار استغلالها ونهش لحمها بكل الطرق، حيث كثر الحديث عن سبب موتها، بين القتل والانتحار، وهي مهاترات وأقاويل ليس لها داع الآن، وكل ما أستطيع أن أقوله، باختصار أن سعاد حسني تم استغلال ماضيها المشرّف في الفن وشهرتها وتعلق الناس بها.[34]
- بينما قال الفنان أحمد زكي الذي شاركها عدة أدوار: لم أحتمل نبأ وفاة سعاد حسني، إنها صاعقة أصابت روحي.[35]

## أعمالها

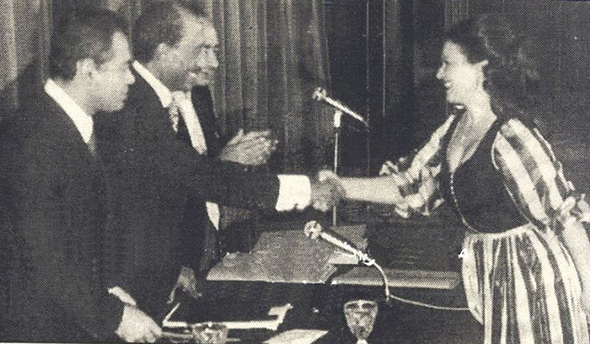
سعاد حسني تصافح الرئيس أنور السادات أثناء تكريمها في عيد الفن.

### في السينما
| سنة الإنتاج | الفيلم                     | الشخصية                     |
| ----------- | -------------------------- | --------------------------- |
| 1959        | حسن ونعيمة                 | نعيمة                       |
| 1960        | البنات والصيف              | سميحة                       |
| 1960        | غراميات امرأة              | أمينة                       |
| 1960        | ثلاثة رجال وامرأة          | ثريا                        |
| 1960        | إشاعة حب                   | سميحة                       |
| 1960        | مال ونساء                  | نعمت                        |
| 1961        | السبع بنات                 | سلوى                        |
| 1961        | لماذا أعيش                 | نبيلة                       |
| 1961        | السفيرة عزيزة              | عزيزة                       |
| 1961        | هاء 3                      | سعاد                        |
| 1961        | أعز الحبايب                | كوثر                        |
| 1961        | مافيش تفاهم                | ليلى                        |
| 1961        | الضوء الخافت               | توال                        |
| 1962        | الأشقياء الثلاثة           | ميرفت                       |
| 1962        | غصن الزيتون                | عطيات                       |
| 1962        | صراع مع الملائكة           | نجوى                        |
| 1962        | من غير ميعاد               | سلوى                        |
| 1962        | موعد في البرج              | آمال                        |
| 1963        | عائلة زيزي                 | سناء شلبي                   |
| 1963        | شقاوة بنات                 | أماني                       |
| 1963        | سر الهاربة                 | حورية                       |
| 1963        | الساحرة الصغيرة            | هنية                        |
| 1963        | الجريمة الضاحكة            | ليلى                        |
| 1963        | العريس يصل غدا             | سميرة                       |
| 1964        | لعبة الحب والجواز          | أميرة                       |
| 1964        | العزاب الثلاثة             | إلهام                       |
| 1964        | أول حب                     | دنيا                        |
| 1964        | المراهقن                   | ناهد                        |
| 1964        | حكاية جواز                 | عديلة منصور                 |
| 1964        | للرجال                     | سلوى                        |
| 1964        | الطريق                     | إلهام                       |
| 1965        | الثلاثة يحبونها            | إيمان                       |
| 1965        | المغامرون الثلاثة          | منى                         |
| 1966        | صغيرة على الحب             | سميحة عبد السلام سميحة عزمي |
| 1966        | فارس بني حمدان             | نجلاء                       |
| 1966        | شقاوة رجالة                | فريدة مدبولي                |
| 1966        | ليلة الزفاف                | سلوى                        |
| 1966        | جناب السفير                | هدى                         |
| 1966        | مبكى العشاق                | سكينة                       |
| 1966        | القاهرة 30                 | إحسان                       |
| 1967        | شقة الطلبة                 | منى                         |
| 1967        | اللقاء الثاني              | هدى                         |
| 1967        | شباب مجنون جدا             | مديحة                       |
| 1967        | الزوجة الثانية             | فاطمة                       |
| 1968        | نار الحب                   | نادية                       |
| 1968        | حكاية 3 بنات               | شهيرة                       |
| 1968        | حواء والقرد                | نادية                       |
| 1968        | حلوة وشقية                 | عزيزة سطوحي نوسة وجدي       |
| 1968        | بابا عايز كده              | نادية شكري                  |
| 1968        | الست الناظرة               | هدى                         |
| 1968        | الزواج على الطريقة الحديثة | نهى                         |
| 1968        | التلميذة والأستاذ          | سلوى                        |
| 1969        | شيء من العذاب              | آمال / سلوى                 |
| 1969        | فتاة الاستعراض             | فايزة                       |
| 1969        | نادية                      | نادية / منى                 |
| 1969        | بئر الحرمان                | ناهد / ميرفت                |
| 1970        | غروب وشروق                 | مديحة                       |
| 1970        | الحب الضائع                | ليلى                        |
| 1971        | الاختيار                   | شريفة                       |
| 1971        | زوجتي والكلب               | سعاد                        |
| 1972        | الناس والنيل               | نادية                       |
| 1972        | الخوف                      | سعاد                        |
| 1972        | خلي بالك من زوزو           | زينب (زوزو)                 |
| 1973        | غرباء                      | نادية                       |
| 1973        | الحب الذي كان              | مها                         |
| 1974        | أين عقلي                   | عايدة                       |
| 1975        | أميرة حبي أنا              | أميرة                       |
| 1975        | على من نطلق الرصاص         | تهاني                       |
| 1975        | الكرنك                     | زينب دياب                   |
| 1978        | شفيقة ومتولي               | شفيقة                       |
| 1979        | المتوحشة                   | بهية                        |
| 1981        | أهل القمة                  | سهام                        |
| 1981        | القادسية                   | شيرين                       |
| 1981        | المشبوه                    | بطة                         |
| 1981        | موعد على العشاء            | نوال إبراهيم كامل           |
| 1982        | غريب في بيتي               | عفاف عبد الواحد             |
| 1983        | حب في الزنزانة             | فايزة حسن                   |
| 1984        | أفغانستان لماذا            | فتاة أفغانية                |
| 1986        | عصفور الشرق                | ريم                         |
| 1986        | الجوع                      | زبيدة                       |
| 1988        | الدرجة الثالثة             | مناعة                       |
| 1991        | الراعي والنساء             | وفاء                        |

### في التلفزيون
| سنة الإنتاج | المسلسل | الشخصية       |
| ----------- | ------- | ------------- |
| 1985        | هو وهي  | شخصيات متعددة |

### في الإذاعة
| سنة الإنتاج | المسلسل     | الشخصية        |
| ----------- | ----------- | -------------- |
| 1964        | لا شيء يهم  | سناء           |
| 1967        | أيام معه    | ريم            |
| 1969        | نادية       | نادية          |
| 1969        | الحب الضائع | نادية          |
| 1972        | النورس      | د. مروة حمزاوي |
| 1975        | من أنا      | ليلى           |

## الجوائز والتكريم

محرك قوقل يحتفي بالذكرى 79 لميلاد الممثلة سعاد حسني في 26 يناير 2022.

- أفضل ممثلة من المهرجان القومي الأول للأفلام الروائية عام 1971 عن دورها في فيلم غروب وشروق.
- حصلت على جائزة من وزارة الثقافة المصرية خمس مرات عن أفلام الزوجة الثانية، وغروب وشروق، وأين عقلي، والكرنك، وشفيقة ومتولي.
- جائزة أفضل ممثلة من جمعية الفيلم المصري خمس مرات عن أدوارها في أفلام أين عقلي، والكرنك وشفيقة ومتولي وموعد على العشاء وحب في الزنزانة.
- جائزة من مهرجان الإسكندرية عن فيلم الراعي والنساء.
- أفضل ممثلة من جمعية فن السينما عن فيلم الراعي والنساء.
- أفضل ممثلة من وزارة الإعلام المصرية عام 1987 في عيد التلفزيون عن دورها في مسلسل هو وهي.
- شهادة تقدير من الرئيس الأسبق لمصر أنور السادات في عيد الفن عام 1979 لعطائها الفني.[36]

## وصلات خارجية
- سعاد حسني على موقع أرشيف الشارخ.
- سعاد حسني على موقع IMDb (الإنجليزية)
- سعاد حسني على موقع الدهليز
- سعاد حسني على موقع قاعدة بيانات الأفلام العربية
- سعاد حسني على موقع ألو سيني (الفرنسية)
- سعاد حسني على موقع ألو سيني (الفرنسية)
- سعاد حسني على موقع قاعدة بيانات الفيلم (الإنجليزية)
- سعاد حسني على موقع كينوبويسك (الروسية)